# Pałac Chodkiewiczów w Warszawie

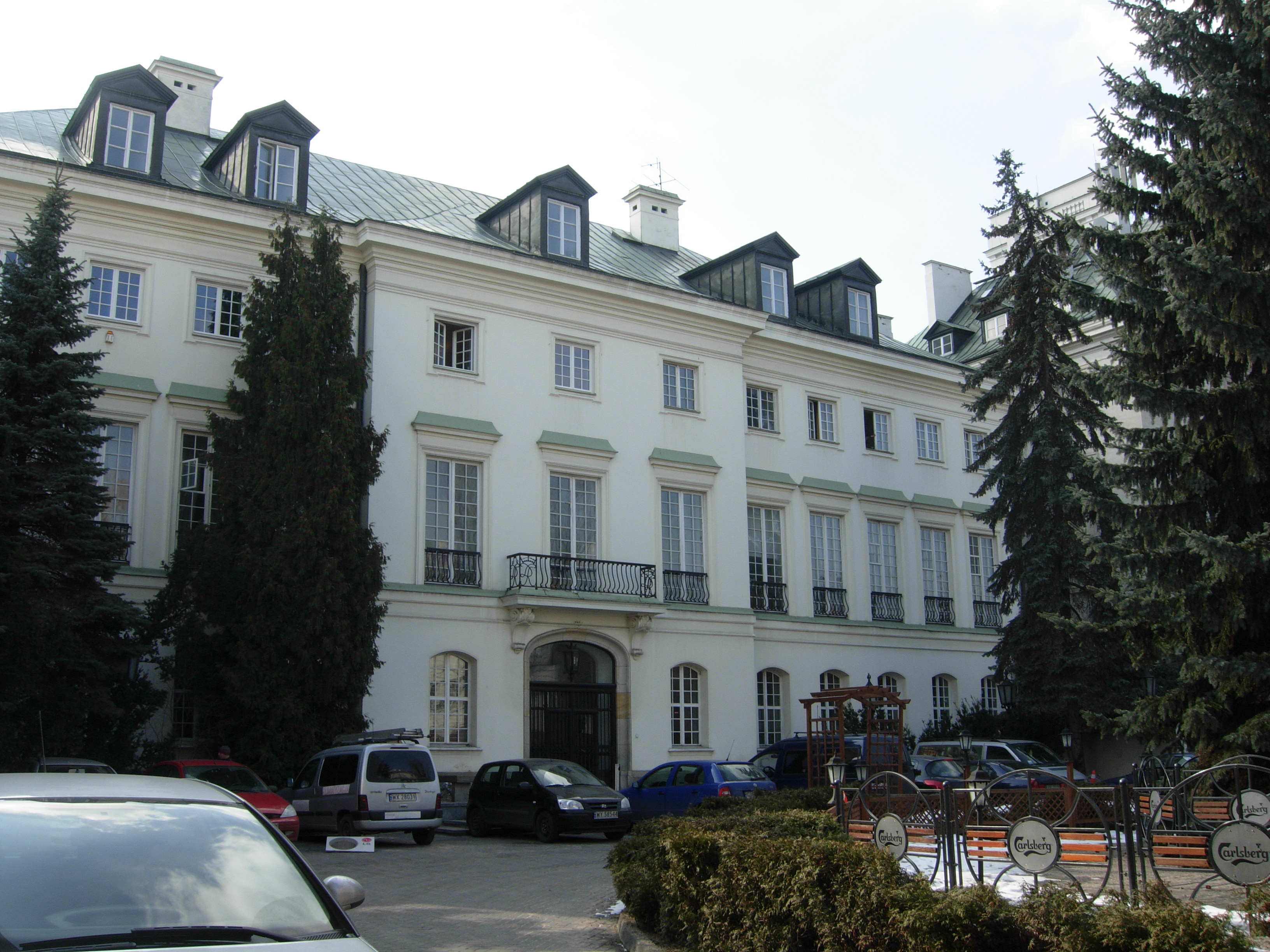
Pałac Chodkiewiczów, widok od strony dziedzińca

Pałac Chodkiewiczów – rokokowo-klasycystyczny pałac znajdujący się w Warszawie przy ul. Miodowej 14.

## Historia

### Początki
Pałac usytuowany jest we frontowej części wydłużonej działki narożnej, zawartej pomiędzy ulicami Miodową, Kapitulną i Podwale.
Niektórzy przyjmują, że obiekt został zbudowany w 1630 jako dwór biskupa krakowskiego Jakuba Zadzika. Jednakże według wpisu do hipoteki pałac biskupa został zbudowany na posesji nr 483. Pierwsze wzmianki o obiekcie na posesji nr hipoteki 484 przy ulicy Podwale pochodzą z 1669, gdzie został zbudowany dwór Cypriana Pawła Brzostowskiego – stolnika wileńskiego. Był to dwór dwualkierzowy, poprzedzony wąskim i wydłużonym dziedzińcem, wzdłuż którego wznosiły się oficyny. Z tyłu znajdował się czterokwaterowy ogródek.
W 1670 właścicielem posesji był Andrzej Kazimierz Giełgud, podstoli żmudzki, sekretarz królewski a od 1673 pisarz Wielkiego Księcia Litewskiego.

### XVIII w.
W 1743 właścicielką nieruchomości została wojewodzina pomorska, Konstancja z Gnińskich Czapska. Kolejnymi właścicielami byli: Zyberkowie, Rzewuscy, Ożarowscy. Około 1757 przy ul. Miodowej postawiono nowy pałac dla Jana Karola Mniszcha, podkomorzego litewskiego i łowczego koronnego. Niektóre źródła podają, iż była to przebudowa starszego obiektu na podstawie projektu Józefa Fontany.
Nowy przyuliczny pałac był 13-osiowy, piętrowy, przechodzący trójosiowym ryzalitem w II piętro. Ryzalit wieńczył trójkątny szczyt z wazonem.
Kolejnym właścicielem rezydencji była Ludwika z Mniszchów Sułkowska.
W latach 1790–1824 pałac należał do rodziny Chodkiewiczów.
W latach 1785–1795 wystrój rokokowy wnętrz pałacowych uległ wymianie na klasycystyczny. Badania przeprowadzone przez M. Kwiatkowskiego wskazują, że jego inicjatorem mógł być Piotr Ożarowski, hetman wielki koronny lub Aleksander Chodkiewicz.

### XIX w.
W początkach lat 1800 pałacem zarządzała nadal rodzina Chodkiewiczów. W tym też czasie podwyższono obiekt o 1 piętro, jednakże nie jest znana dokładna data przebudowy. Niektóre źródła wskazują, iż było to przed 1819 inne zaś, że w latach 1824–1829 nadbudowano II piętro według projektu Stanisława Kostki Hoffmana.

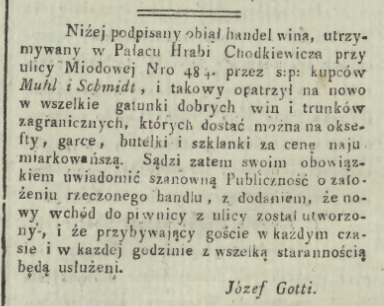
Reklama składu win w Pałacu. Kurier Warszawski 1821 nr 168

W początkach XIX Aleksander Chodkiewicz, chemik technolog założył w pałacu laboratorium chemiczne. Ponadto posiadał on bogatą bibliotekę, zbiór monet i medali, rycin i obrazów. W 1827 Aleksander Chodkiewicz uruchomił tu wraz z Jan Siestrzyńskim pierwszy w Warszawie zakład litograficzny.
Kolejni właściciele pałacu to: od 1824 E. Czaczkowski, od 1827 Jan Kochanowski, od 1851 Jan Hryniewicz.
W I połowie XIX na parterze lewej oficyny pałacu mieściła się kawiarnia „Honoratka”, w której odbywały się także koncerty i popisy artystyczne. Nazwa lokalu pochodziła od zdrobnienia imienia właścicielki, Honoraty Cymermanowej. W 1831 było to miejsce spotkań Towarzystwa Patriotycznego. Bywali tu także: Fryderyk Chopin, Joachim Lelewel, Ksawery Bronikowski, Piotr Wysoki, Maurycy Mochnacki. W pałacu mieściła się także kaplica wyznania anglikańskiego, a następnie Konsystorz Warszawski.
W 1851 razem ze zmianami własnościowymi, posesja uległa podziałowi na część oznaczoną nr hipoteki 484A (od ul. Miodowej) i 484B (od Podwala). W 1852 obiekt restaurowano pod kierunkiem Alfonsa Kropiwnickiego. Nieco później w części południowo-wschodniej i północno-wschodniej wydzielono małe działki, którym nadano osobne numery hipoteczne i zabudowano. Postawiono wówczas kamieniczki od ulicy Kapitulnej i od Podwala. Takie zagospodarowanie tego terenu utrzymało się do 1939.
W 1862 nowym właścicielem posesji został Leon Skiwski, a następnie jego spadkobiercy.

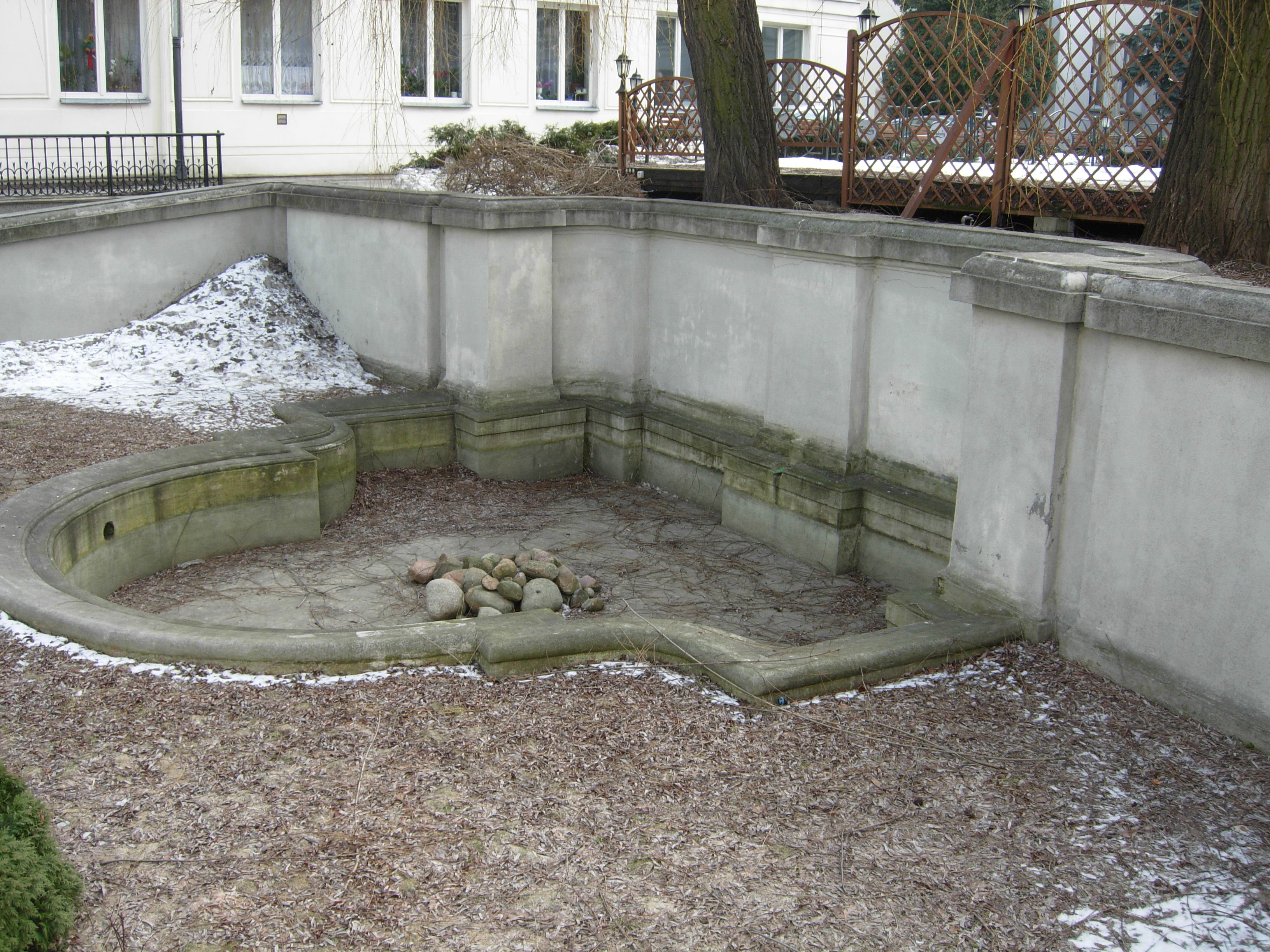
Zbiornik wodny na terenie dziedzińca

### XX w.
Pałac pozostawał w rękach prywatnych do 1920, kiedy to jego nowym nabywcą został Związek Rzemieślników Chrześcijan. W 1944, podczas walk powstańczych obiekt został spalony i częściowo wyburzony. Został odbudowany w latach 1948–1949 według projektu Jana Bogusławskiego i Józefa Łowińskiego. W latach 1950–1956 Henryk Grunwald zaprojektował ozdobną kratę. W trakcie powojennej odbudowy scalono wtórne działki i na nowo zagospodarowano cały teren. Nowa zabudowa tylko po części nawiązywała do stanu sprzed połowy XIX. Oprócz pałacu wybudowano od północnego wschodu budynek-skrzydło połączony z nim w poziomie piwnicy, parteru i piętra. Budynek ten nawiązywał do pierwotnej oficyny, był jednak znacznie krótszy. 
Pałac stał się siedzibą Związku Izb Rzemieślniczych i Izby Rzemieślniczej. W budynku uruchomiono restaurację „Honoratka”, nawiązującą nazwą do działającej w tym miejscu kawiarni.
Wzdłuż ulicy Kapitulnej wzniesiono po części na XIX-wiecznych piwnicach oficynę wolno stojącą, zamykającą wschodnią granicę posesji. Równolegle do niej postawiono bliźniaczą oficynę, zamykającą symetrycznie dziedziniec, stanowiącą jednakże odrębną własność. Dodatkowo na terenie dziedzińca wyodrębniono murkiem z piaskowca przestrzeń ze zbiornikiem wodnym.
Od 1972 wieczystym użytkownikiem posesji jest Związek Rzemiosła Polskiego, początkowo występujący jako Centralny Związek Rzemiosła Polskiego. 

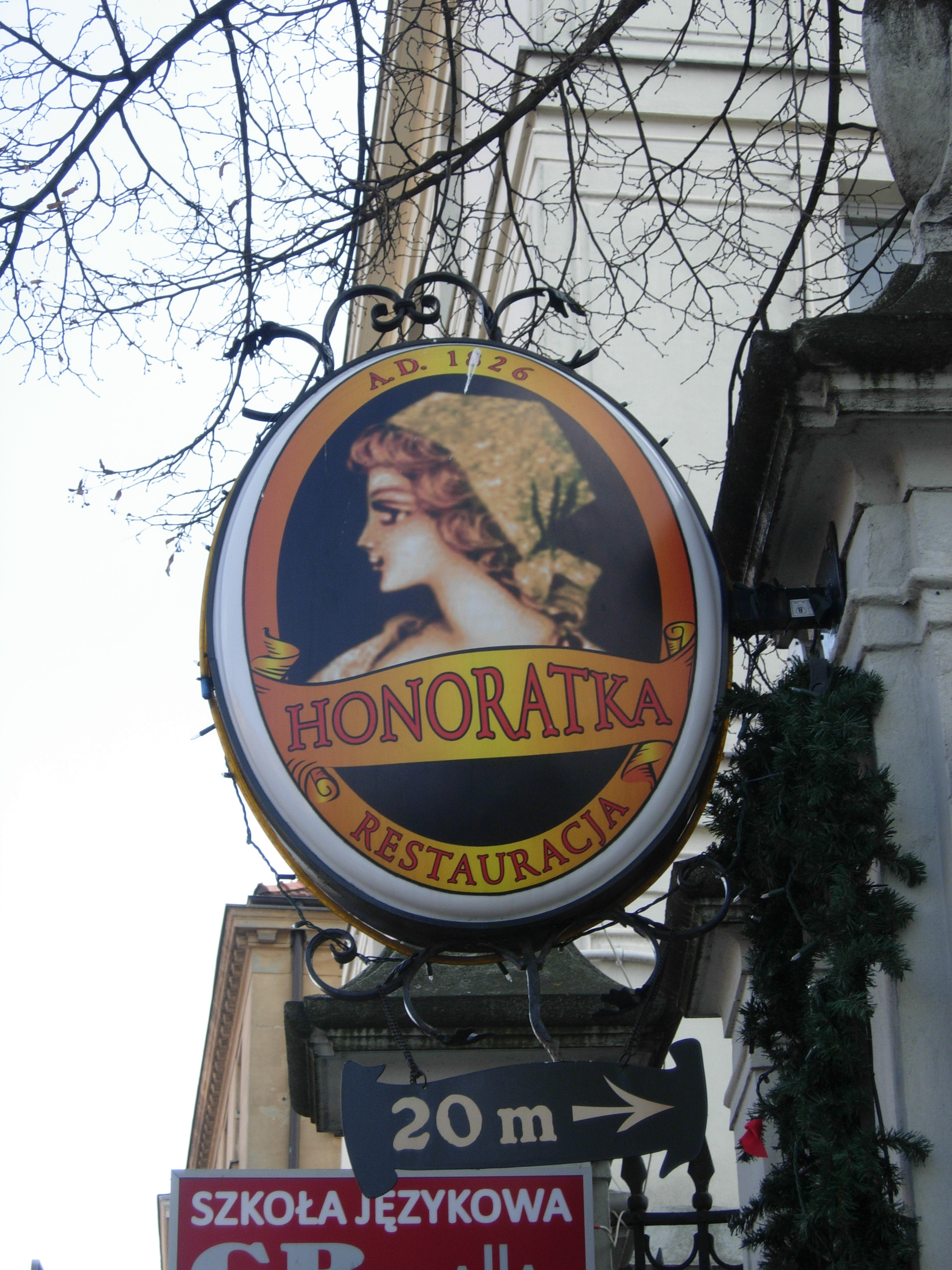
Szyld restauracji "Honoratka"

### Współczesność
Obecnie pałac stanowi cenny obiekt historyczny. Budynek o pięknych walorach architektonicznych służy jako miejsce spotkań biznesowych, konferencji i różnych uroczystości organizowanych na potrzeby wielu firm.
W podziemiach pałacu znajduje się restauracja „Honoratka”.
Ponadto w pałacu mieści się wiele instytucji związanych ze Związkiem Rzemiosła Polskiego. Siedzibę ma tu również Polsko-Niemiecka Izba Przemysłowo-Handlowa oraz przedstawicielstwo niemieckiej agencji promocji handlu i inwestycji Germany Trade and Invest. Od strony ulicy Podwale mieści się m.in. Zakład Doskonalenia Zawodowego prowadzący różne kursy.

## Opis obiektu
Pałac Chodkiewiczów to przyuliczny pałac usytuowany we frontowej części wydłużonej działki narożnej, zawartej pomiędzy ulicami Miodową, Kapitulną i Podwale. W zabudowie zwartej, ustawiony kalenicowo, fasadą zwrócony na południowy zachód. Od strony południowo-wschodniej do pałacu przylega budynek typu oficynowego połączony z nim krótkim łącznikiem (Kapitulna 8). Wzdłuż ulicy Kapitulnej (nr  2–6) ustawiona jest wolno stojąca oficyna, która sięga do ulicy Podwale. Główny wjazd na posesję znajduje się od strony ulicy Podwale, przychód natomiast od Kapitulnej. Oba poprzedzone są wielosłupowymi bramami.

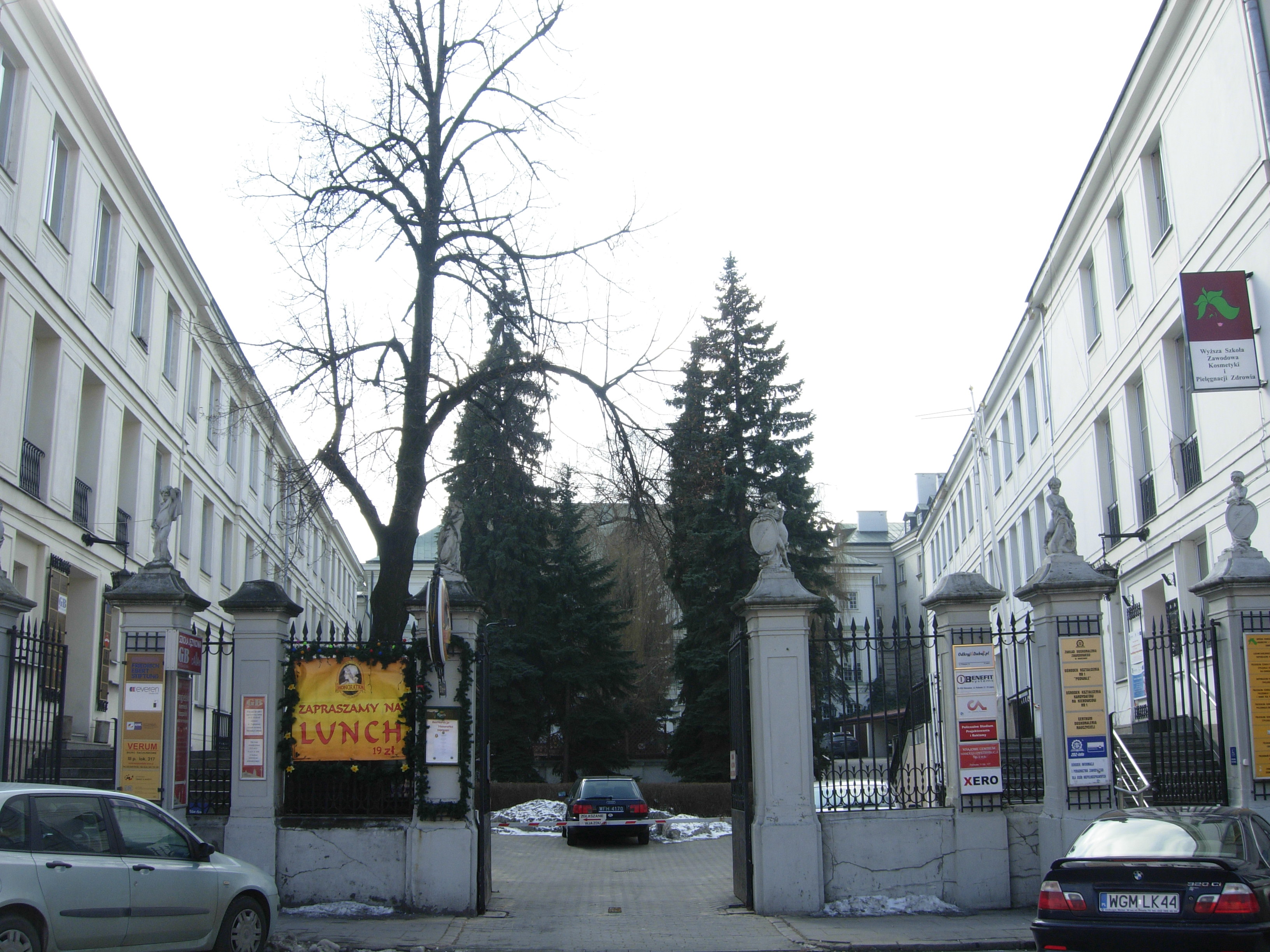
Widok na bramę pałacu od ulicy Podwale

### Materiał i konstrukcja
Jest to pałac murowany z cegły ceramicznej, na zaprawie cementowo-wapiennej, otynkowany. Cokół elewacji pałacu obłożony jest płytami z piaskowca, wejścia frontowe i tylne w obramieniach z piaskowca. Ściany działowe ceglane, otynkowane.
W części piwnic sklepienia murowane kolebkowe z lunetami, kolebkowe-krzyżowe wsparte na słupach, odcinkowe, w przyziemiu stropy typu Kleina. W części wschodniej sklepienia kolebkowo-krzyżowe i kolebkowe z lunetami. Wyżej stropy typu Kleina. W sali konferencyjnej na I piętrze beczkowe, żelbetowe. W skrzydle wschodnim stropy żelbetowe. Więźba drewniana, krokwiowo-belkowa. Dach kryty blachą miedzianą, w części ocynkowaną. Klatka schodowa żelbetowa, na piętro o konstrukcji wachlarzowej ze stopniami wyłożonymi marmurem, z balustradą żelazną, prętową. Na kondygnacje wyższe dwubiegowa z poręczą przyścienną drewnianą. Do piwnic schody wewnętrzne jednobiegowe i zabiegowe oraz schody zewnętrzne.
W hallu i częściowo w przejściu do piwnicy posadzki marmurowe oraz takiż cokół. Marmurowy kominek i parapety okienne. W piwnicach oraz lokalach wyższych pięter klepka dębowa, w części terakota i cegła klinkierowa. Okna drewniane, zespolone, w hallu piętra wypełnione witrażami. Drzwi płycinowe, płycinowo-ramowe, metalowe konstrukcji ramowej, płytowe. Zewnętrzne kraty balkonowe oraz okien piwnic – żelazne, prętowe.

### Rzut
Na rzucie prostokąta z dodanym prostopadle od południowego wschodu prostokątnym skrzydłem połączonym z korpusem krótszym łącznikiem cofniętym poza lico fasady i elewacji tylnej. Dwutraktowy, w części dwu- i półtrakowy z dwuczęściowym hallem na osi i klatką schodową usytuowaną w trakcie frontowym. Parter o charakterze recepcyjnym, piętro reprezentacyjne, II piętro o funkcji biurowej. Skrzydło dwu- i półtrakowe, z piętrem dostępnym z poziomu korpusu głównego, przeznaczonym na wielką salę konferencyjną z małym, trójpomieszczeniowym zapleczem.

### Bryła
Dwupiętrowy, podpiwniczony, nakryty dachem dwuspadowym, ze świetlikami od frontu i z pięcioma wystawkami w połaci tylnej nakrytymi daszkami dwuspadowymi. Skrzydło piętrowe, podpiwniczone, nakryte dachem czterospadowym ze świetlikami.

### Elewacje
Fasada 13-osiowa z trzyosiowym ryzalitem zwieńczonym tympanonem. Podkreślona cokołem, gzymsem kordonowym-podokiennym oraz wieńczącym. Linia horyzontalna wyznaczona ponadto gzymsami nadokiennymi I piętra. Ryzalit rozczłonkowany powyżej parteru czterema pilastrami, podkreślony balkonem wspartym na czterech kroksztynach, zwieńczony ogzymsowanym szczytem. Okna przyziemia i dwa wejścia zamknięte odcinkowo, wejście główne o łuku koszowym, okna I piętra typu porte-fenetre, II piętra w uszkowatych opaskach z tynku. Elewacja tylna, północna, opracowana podobnie do fasady, o osi środkowej wyznaczonej koszowo zamkniętym wejściem podkreślonym w poziomie.